# Бастида
Бастида (фр. bastide) — небольшие укреплённые селения на юге Франции в XII—XIV столетиях, окружённые валом с башнями для защиты от внезапных нападений. В средние века бастидами назывались также деревянные постройки в виде 2- или 3-этажных башен, применявшиеся при осадах, a иногда и сторожевые башни на городских стенах.
Одной из причин массового строительства бастид в Средние века была ситуация, сложившаяся после Парижского договора 1229 года. Графу Тулузы Раймунду VII разрешалось строить новые города в своих раздробленных владениях, однако запрещалось укреплять их. Наследник этих владений Альфонс де Пуатье, женатый по условиям того же договора на дочери Раймунда VII, созданием бастид стремился укрепить контроль над своими территориями.
- Бастида снаружи
- Бастида изнутри (Монпазье)
- Стандартный план бастиды
- Для бастид характерны крытые переходы
- Другая характерная черта — крытый рынок

В отличие от других средневековых поселений бастиды имеют, как правило, регулярную (прямоугольную) планировку с решётчатой сетью улиц. Профессор Репс предполагал, что города-бастиды являлись переходной ступенью между феодальным замком и городами Ренессанса. Планировка бастиды формировалась под влиянием плана римского военного лагеря и, в свою очередь, оказала влияние на законы Индий — испанский свод правил (в том числе в области градостроительства), диктовавший планировку городов Нового света в XVI веке.